# Ranong
Ranong (Thai: ระนอง, Aussprache: [ráʔnɔːŋ]) ist die Hauptstadt der Provinz Ranong in der Südregion von Thailand. Sie liegt im Landkreis (Amphoe) Mueang Ranong und hat seit 1936 den Verwaltungsstatus einer „Stadt-Kommune“ (เทศบาลเมืองระนอง).
Die Stadt Ranong hat 14.898 Einwohner. (Stand 2012)

## Lage
Ranong ist die nördlichste unter den am Indischen Ozean gelegenen Provinzhauptstädten Thailands. Sie wird vom Mae Nam Ranong durchflossen und liegt gegenüber dem Victoria Point, der gleichzeitig den südlichsten Punkt des Festlandes von Myanmar bildet. Ranong ist eine der regenreichsten Städte Thailands und umgeben von einer wilden Berglandschaft und Regenwald. Ranong befindet sich etwa 560 Kilometer südlich der Hauptstadt Bangkok.
Das große Mündungsgebiet des Mae Nam Kraburi ist im nördlichen Teil des Kreises Mueang Ranong als ein Feuchtgebiet gemäß der Ramsar-Konvention geschützt. Das östliche Ufer des Mündungsgebiets nördlich der Provinzhauptstadt ist Teil des Lam-Nam-Kraburi-Nationalparks (Thai: อุทยานแห่งชาติลำน้ำกระบุรี).

## Wirtschaft und Bedeutung
Lange Zeit trugen der Fischfang und die Zinnbergwerke zum Reichtum der Stadt bei. Seit dem Verfall der Preise auf dem Weltmarkt wurde die Plantagenwirtschaft verstärkt, die reiche Erträge an Kaffee, Kayu (Cashewnüsse) und Obst bringt.

## Verkehrsanbindung
Die Thanon Phetkasem (Thailand Route 4) verläuft durch die Stadt. Der Flughafen Ranong liegt etwa 24 Kilometer südlich der Stadt.
Der Hafen von Ranong ist der wichtigste Hafen am Indischen Ozean in Thailand.
Auf dem Wasserweg existieren zahlreiche Fähren nach Kawthaung in Myanmar, welches von Touristen ohne Visum besucht werden kann. Ebenfalls ist die burmesische Kasino-Insel Thahtay Kyun nur von Ranong, Thailand aus zu erreichen.

## Geschichte
Ranong wurde Mitte des 18. Jahrhunderts von chinesischen Einwanderern gegründet, die in den nahen Zinnminen Arbeit suchten. Die Portugiesen waren die ersten Europäer, die hierher kamen und später die Erlaubnis zur Errichtung eines Handelsplatzes erhielten.

## Sehenswürdigkeiten
- Raksawarin Park (บ่อน้ำร้อนและสวนสาธารณะรักษะวาริน) – hier entspringt eine etwa 70 °C heiße schwefelhaltige Thermalquelle, der Park befindet sich auf dem Gelände eines buddhistischen Tempels (Wat Tapotharam – วัดตะโปธาราม). Der Park ist seit 1890 eine touristische Attraktion, als König Chulalongkorn (Rama V.) die heiße Quelle besuchte.
- Stadtbild – der Einfluss der Chinesen und Portugiesen wird im Stadtbild deutlich, zum Beispiel durch zweistöckige Häuser und ihre Arkadengänge

## Persönlichkeiten
- Pratum Chuthong (* 1983), Fußballspieler
- Sutasini Sawettabut,(*1994), Tischtennisspielerin